# Stefan Ziffzer
Stefan Ziffzer (* 1953 in Wiesbaden) ist ein deutscher Sanierer und Sportfunktionär.

## Karriere
Als gelernter Bankkaufmann und promovierter Volkswirt war der in Wiesbaden gebürtige von 1979 bis 1989 bei der DG Bank in verschiedenen leitenden Positionen tätig. Von 1990 bis 2003 war Stefan Ziffzer bei der Kirch-Gruppe tätig, unterbrochen von einem kurzen Intermezzo bei der Verlagsgruppe Georg von Holtzbrinck. Ende 1999 soll er laut taz den Geheimvertrag zwischen der Kirchgruppe und dem FC Bayern München über jährlich 40 Millionen Mark ausgehandelt haben, der nicht im Lizenzierungsverfahren vorgelegt wurde und laut taz die Zustimmung von Bayern München zur Zentralvermarktung der Fernsehrechte der Bundesliga gesichert haben soll.
Von 1998 bis 2004 war Ziffzer auch als Präsident des Eishockeyvereins EHC Klostersee tätig. 2002, während der Kirch-Pleite, konnte sich Ziffzer bei der Rettung des Spartensenders DSF profilieren. Ziffzer ist Partner einer Münchener Unternehmensberatung.
Die von der Insolvenz stark gefährdete, in eine GmbH & Co. KGaA ausgegliederten Fußballabteilung des TSV 1860 München stellte ihn im April 2006 als Vorsitzender der Geschäftsführung ein und begann parallel unter Führung von Ziffzer Verhandlungen mit Bayern München über den Verkauf der Anteile der Allianz Arena GmbH für 11 Millionen Euro. Somit konnte die DFL-Lizenz für die kommende Saison gesichert werden. Unter seiner Führung gelang es, den Verein auf einen Weg der finanziellen Konsolidierung zu bringen. Aufgrund des Rücktritts von Karl Auer vom Präsidentenamt im März 2006 und Alfred Lehners Ankündigung dieses Amt nur ein Jahr auszufüllen und dem daraus resultierenden Wahlkampf war Ziffzer die einzige Konstante im administrativen Bereich und vertrat diesen folgerichtig gegenüber den Medien. Im Mai 2007 täuschte er seinen Rücktritt vor, der aber vom neu gewählten Präsidenten des TSV 1860 München Albrecht von Linde angenommen wurde. Am 11. Mai 2008 kritisierte Ziffzer auf einer Pressekonferenz nach dem letzten Heimspiel der Saison von Linde mit drastischen Worten: „Der Fisch stinkt vom Kopf her, und bei uns ist der Kopf der Präsident. [...] Dieser Präsident ist eine Schande.“ Von Linde sprach daraufhin in Gegenwart von Sponsoren die fristlose Kündigung aus, die dann zwei Tage später schriftlich erklärt wurde. Dem war ein seit Beginn der Amtszeit des Präsidenten schwelender Streit über den wirtschaftlichen Kurs der Fußballabteilung und den Einstieg von Investoren zur dringend notwendigen Erhöhung des Eigenkapitals vorausgegangen. Auf einer Aufsichtsratssitzung am 22. April 2008 wurde dann einstimmig beschlossen, der Geschäftsführung mehr Handlungsspielräume für Kapitalbeschaffungsmaßnahmen zu geben. Im Gespräch war die Ausgabe von Genussscheinen und ein mögliches Engagement eines Investors in Höhe von 5 Millionen Euro. Schlusspunkt des Streits zwischen Ziffzer und dem Präsidenten waren von dem Präsidium ausdrücklich nicht dementierte Berichte über die Ablösung des Geschäftsführers Stefan Reuter. Eine von Ziffzer erhobene Klage auf Wiedereinstellung und Fortzahlung seines Gehalts endete im September 2009 mit einem Vergleich.

## Familiäres
Sein Sohn Youri Ziffzer war Eishockey-Spieler.